# Johann Schmeltz
Johannes (Johann) Dietrich Eduard Schmeltz (Hamburg, 17 of 19 mei 1839 - Leiden, 26 mei 1909) was een Duitse volkenkundige die eerst geruime tijd als conservator werkte bij het volkenkundig Museum Godeffroy in Hamburg en vanaf 1882 in dezelfde hoedanigheid bij het 's Rijks Ethnographisch Museum in Leiden. Daar volgde hij in 1896 Lindor Serrurier op, die na een conflict met de Nederlandse overheid over de behuizing van de museumcollectie en de bijbehorende financiële tegemoetkomingen, teleurgesteld naar Nederlands-Indië vertrok om te gaan lesgeven aan het gymnasium van Batavia. Ook Schmeltz heeft tijdens zijn directeurschap voortdurend moeten woekeren met tentoonstellings- en opslagruimten voor de snel groeiende collectie, die in zijn jaren gehuisvest was op de adressen Rapenburg 67 en 69.
Johann Schmeltz richtte in 1884 het later gezaghebbende etnologische tijdschrift Internationales Archiv für Ethnographie op en bleef daarvan tot zijn dood redacteur. In 1896 kreeg hij in Leipzig een eredoctoraat in de filosofie. In Leiden werd Schmeltz na zijn pensioen in 1909 opgevolgd door H.H. Juynboll.
De correspondentie van Johann Schmeltz uit de periode 1887-1900 (meer dan drieduizend brieven) wordt bewaard in de Universiteitsbibliotheek Leiden.